# Kernwaffentest in Nordkorea am 3. September 2017
Der Kernwaffentest in Nordkorea am 3. September 2017 wurde um 03:30:01 UTC beobachtet. Es war der sechste Kernwaffentest, der in Nordkorea seit der ersten Explosion 2006 durchgeführt wurde.

## Ablauf

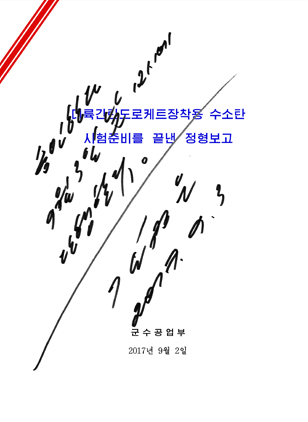
Handschriftlicher Befehl von Kim Jong-un zur Durchführung des Kernwaffenversuchs

Eine vom United States Geological Survey (USGS) registrierte Erschütterung wurde nach Berichten des japanischen Außenministeriums als Kernwaffentest mit einer Sprengkraft von etwa 50 bis 100 Kilotonnen TNT-Äquivalent eingestuft.
Die Erschütterung erreichte nach USGS die Magnitude 6,3 auf der Raumwellen-Magnituden-Skala, nordöstlich von Sungjibaegam. Dort wurden auf dem geheimen militärischen Testgelände Punggye-ri bereits 2006, 2009, im Februar 2013 sowie im Januar und September 2016 unterirdische Nukleartests durchgeführt. Etwa acht Minuten später wurden zwei Einsturzbeben des durch die Explosion entstandenen Hohlraumes registriert, wovon das erste die Magnitude 4,2 erreichte.
Die Regierung Nordkoreas bestätigte einige Stunden später die erfolgreiche Durchführung ihres bislang stärksten Atomwaffentests und proklamierte diesen als erfolgreichen Test einer Wasserstoffbombe zur Bestückung von Interkontinentalraketen.
Auswertungen von NORSAR taxierten die Sprengkraft auf etwa 120 kt basierend auf einer Magnitude von 5,8. Das japanische Verteidigungsministerium korrigierte am 6. September 2017 dessen Einstufung der Sprengkraft und gab sie in der Folge mit 160 kt an, was in etwa der zehnfachen Sprengkraft der Atombombe von Hiroshima entspricht.

## Vorbereitungen und Vorgeschichte
Die Zündung erfolgte, ebenso wie bei den vorausgegangenen Ereignissen des nordkoreanisches Kernwaffenprogrammes, in einem tief in den anstehenden Fels des Gebirgszuges abgeteuften Schacht.⊙ 
Internationale Beobachter hatten die Vorbereitungen anhand der Auswertung von Satellitenbildern bereits 2016 beobachtet und die baldige Durchführung eines weiteren Kernwaffenversuches vermutet. Die Lokalisierung des Hypozentrums der Erschütterung ergab, dass dieses auf der Höhe des Meeresspiegels lag, sodass der Schacht etwa 1300 bis 1700 m tief niedergebracht worden sein muss, da das Deckgebirge dort Höhen von knapp 1800 m erreicht.
Für den Bau dieser Versuchsanlagen herangezogen wurden regelmäßig politische Gefangene aus zurückliegenden politischen Säuberungen Nordkoreas, die in dem nur etwa 30 km östlich gelegenen Internierungslager Hwasŏng ⊙ untergebracht waren.
Den „lebenslänglich“ inhaftierten Gefangenen wurde hierbei stets vorgegaukelt, sie würden im Bergbau oder an einer „U-Bahn-Baustelle“ arbeiten. Ein geflohener ehemaliger Aufseher berichtete, dass niemals einer der dort eingesetzten Arbeiter wieder in das Lager zurückkehrte, Augenzeugenberichte gebe es daher keine.
Der US-Atomwaffenspezialist Siegfried Hecker schätzte bereits im November 2016, dass die Kerntechnische Anlage Nyŏngbyŏn Nordkoreas über genügend Plutonium verfüge, um damit etwa 20 Gefechtsköpfe zu bestücken. Die Kapazität reiche aus, um dort spaltbares Material für sieben weitere Sprengköpfe jährlich erbrüten zu können.

## Reaktionen
Angesichts der von Nordkorea demonstrierten, neuerlichen Steigerung der Sprengkraft seiner Kernwaffentests fielen die Reaktionen der Weltöffentlichkeit deutlich schärfer aus als bei den fünf vorhergegangenen Atomwaffentests. Diese waren im Einzelnen:
- UNO-Sicherheitsrat: zunächst uneinheitlich; Sondersitzung, aber keine explizite Resolution.[9] Am 12. September wurde einstimmig beschlossen, die Öllieferungen an Nordkorea stark zu drosseln und die Lieferung von Erdgas ganz zu verbieten.[10]
- NATO: ließ durch Generalsekretär Stoltenberg ihre Besorgnis über die „Destabilisierung und Bedrohung der regionalen und internationalen Sicherheit“ ausdrücken.[11]
- Vereinigte Staaten: forderten Ölembargo, Vermögensnachteile gegen Kim Jong-un persönlich u. a.[12][13]
- Volksrepublik China: signalisierte seine Zustimmung zu einem Ölembargo,[12] das jedoch nicht zu einem Zusammenbruch des nordkoreanischen Regimes führen dürfe,[14] und führte ein Militärmanöver zur Abwehr eines Überraschungsangriffs durch[15]
- Russland: setzte auf eine „diplomatische Lösung“[12]
- Japan: forderte Ölembargo und weitere Sanktionen[16] und überprüfte mit drei Flugzeugen der JASDF eine mögliche Kontamination des Gebiets der japanischen Lufthoheit[17]
- Australien: erwog die Evakuierung aller Australier aus Südkorea[18]
- Südkorea: forderte Nordkorea völlig zu isolieren[19] und simulierte in einer Gefechtsübung einen Raketenangriff auf das Atomwaffentestgelände Punggye-ri[20]
- Europäische Union: forderte Ölembargo und die Verhängung eines allgemeinen Handelsembargos der EU gegen Nordkorea[21][12]
- Deutschland: forderte ein Handelsembargo sowie die Schließung aller EU-Häfen für nordkoreanische Frachtschiffe
- Vereinigtes Königreich: bestellte den nordkoreanischen Botschafter ein und verurteilte den Kernwaffenversuch „auf das Schärfste“
- Schweiz: bot Gute Dienste als Vermittlerin an[9][22]
- Frankreich: forderte „Standhaftigkeit“ von der internationalen Gemeinschaft um Nordkorea dazu zu bewegen, „ohne Bedingungen auf den Weg des Dialogs zurückzukehren und die vollständige, überprüfbare und irreversible Stilllegung seiner nuklearen und ballistischen Programme vorzunehmen“[19]
- Israel: verdammte Nordkorea als „Schurkenstaat“[23][24]

### Antwort Nordkoreas
Nordkorea bezeichnete die von der internationalen Staatengemeinschaft verhängten Sanktionen als „barbarisch“ und antwortete am 14. September 2017 um 21:57 UTC mit dem weiteren Start einer Hwasong-12-Mittelstreckenrakete. Diese erreichte eine Flugweite von 3700 km (rund 2300 Meilen) und eine Flughöhe von 770 km (rund 478 Meilen). Sie überflog Japan, das auf Abwehrmaßnahmen verzichtete, und landete etwa 2000 km (rund 1240 Meilen) östlich der Insel Hokkaidō wirkungslos im Pazifischen Ozean. Dieser weitere Raketentest Nordkoreas war in Geheimdienstkreisen bereits erwartet worden.